# Gamma Persei
Gamma Persei (viết tắt là Gamma Per, γ Persei, γ Per) là một hệ sao đôi trong chòm sao Anh Tiên. Độ lớn cấp sao biểu kiến kết hợp của cả hai là +2,9, khiến nó trở thành ngôi sao sáng thứ tư trong chòm sao. Khoảng cách đến ngôi sao này đã được đo bằng kỹ thuật thị sai, đưa ra ước tính khoảng 243 năm ánh sáng (75 parsec) với sai số là 4%. Khoảng 4° ở phía bắc Gamma Persei là điểm tỏa sáng của trận mưa sao băng Anh Tiên hàng năm.

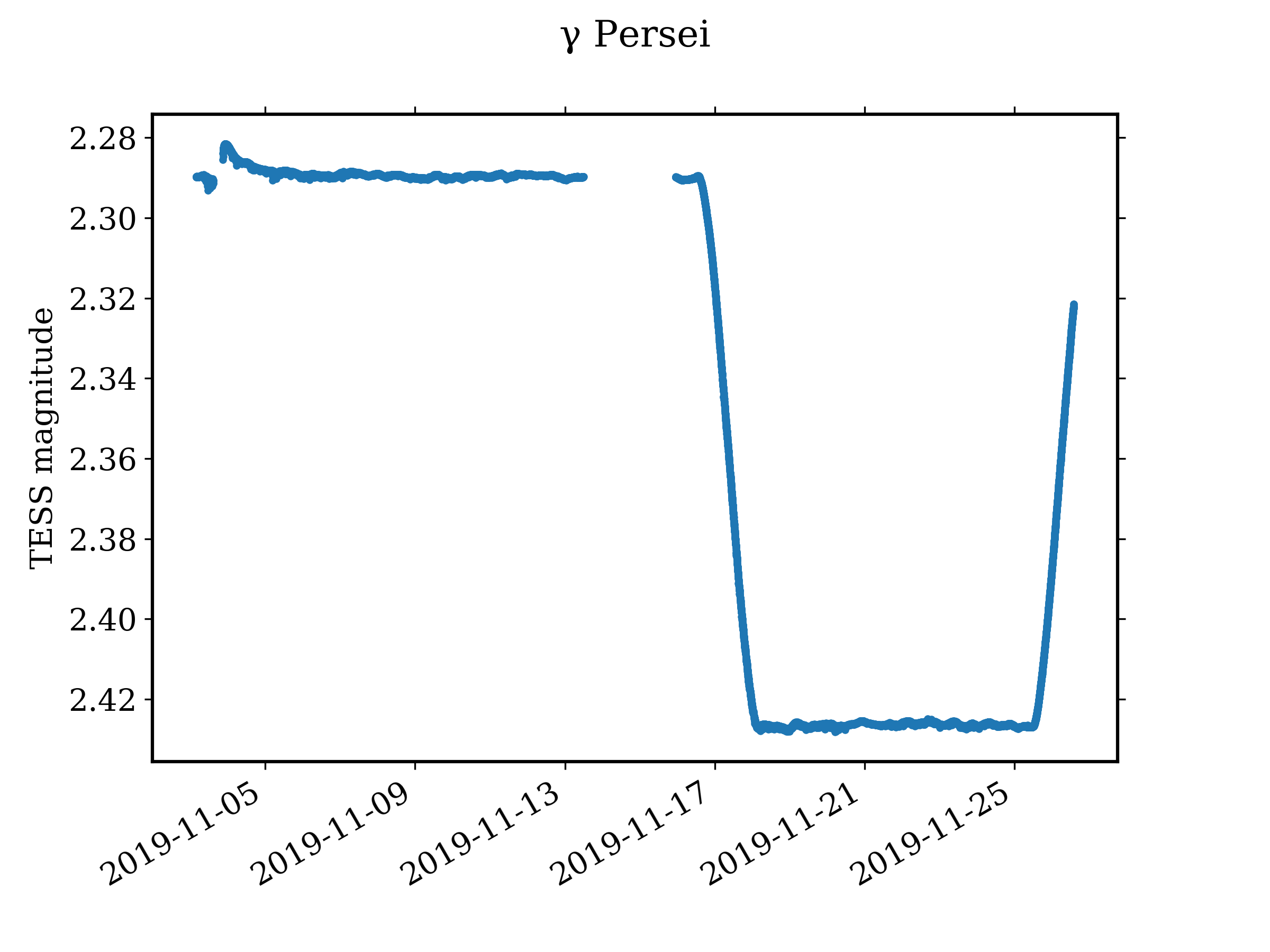
Vầng sáng của nhật thực Gamma Persei năm 2019 do Transiting Exoplanet Survey Satellite (TESS) của NASA ghi lại

Đây là một hệ thống nhị phân nhật thực (nguyên văn: eclipsing binary) rộng với chu kỳ quỹ đạo là 5.329,8 ngày (14,6 năm). Nhật thực này được quan sát lần đầu tiên vào năm 1990 và kéo dài trong hai tuần. Trong một lần nguyệt thực, ngôi sao thứ nhất đi qua phía trước ngôi sao thứ hai, làm cho độ lớn của hệ giảm 0,55. Ngôi sao chính của hệ sao đôi này là một ngôi sao khổng lồ với phân loại sao G9 III. Nó có vận tốc quay ước tín là 50,0 km s−1 và thời gian luân chuyển ước tính kéo dài là 14,6 năm. Việc phân loại thứ cấp vẫn còn mang tính chất dự kiến, người ta dự kiến phân loại sao này là A3 V và A2(III).
Ước tính khối lượng cho hai ngôi sao vẫn còn chênh lệch. Sử dụng giao thoa kế đốm, McAlister (1982) đã thu được các ước tính khối lượng của hai ngôi sao là 4.73 M☉ cho ngôi sao chính và 2.75 M☉ cho ngôi sao thứ hai, M☉ là khối lượng Mặt Trời. Ông lưu ý rằng ước tính khối lượng quá cao so với phân loại nhất định của loại sơ cấp. Martin và Mignard (1998) khối lượng xác định cho cả hai ngôi sao dựa trên dữ liệu từ sứ mệnh Hipparcos: 5.036 ± 0.951 M☉ cho ngồi sao chính và  2.295 ± 0.453 M☉ cho ngôi sao thứ hai. Họ thừa nhận rằng độ nghiêng cao của quỹ đạo dẫn đến sai số lớn. Prieto và Lambert (1999) đưa ra một ước tính hàng loạt về 3.81 M☉ cho ngôi sao chính, trong khi Pizzolato và Maggio (2000) thu được 4.34 M☉. Ling và các cộng sự. (2001) thu được ước tính về 2.7 M☉ cho ngôi sao chính và 1.65 M☉ cho ngôi sao thứ hai, trong khi Kaler (2001) thu được lần lượt là 2,5 và 1,9.

## Tên và từ nguyên
- Ngôi sao này cùng với δ Per, ψ Per, σ Per, α Per và η Per, được gọi là the Segment of Perseus (tạm dịch: Phân đoạn của Anh Tiên).[17]
- Trong tiếng Trung, 天船 (Tiān Chuán), có nghĩa là Celestial Boat (tạm dịch: Thuyền Thiên), đề cập đến một tiểu hành tinh bao gồm γ Persei, η Persei, α Persei, ψ Persei, δ Persei, 48 Persei, μ Persei và HD 27084. Do đó, tên tiếng Trung của bản thân γ Persei là 天船二 (Tiān Chuán èr, tiếng Anh: the Second Star of Celestial Boat; tạm dịch: Ngôi sao thứ hai trong Thuyền Thiên)[18]